# Jardines del Rincón
Jardines del Rincón är en ort i Mexiko.   Den ligger i kommunen Tecate och delstaten Baja California, i den nordvästra delen av landet, 2 300 km nordväst om huvudstaden Mexico City. Jardines del Rincón ligger 1 092 meter över havet och antalet invånare är 220.
Terrängen runt Jardines del Rincón är platt åt sydost, men åt nordväst är den kuperad. Runt Jardines del Rincón är det ganska glesbefolkat, med 22 invånare per kvadratkilometer. Närmaste större samhälle är Cereso del Hongo, 14,0 km sydost om Jardines del Rincón. Omgivningarna runt Jardines del Rincón är i huvudsak ett öppet busklandskap.